# Pellorneum palustre
Pellorneum palustre là một loài chim trong họ Pellorneidae.